# 2e régiment de chevau-légers lanciers de la Garde impériale
Das 2e régiment de chevau-légers lanciers de la Garde impériale, auch wegen ihrer komplett roten Uniformen  Lanciers rouges (Rote Ulanen) oder Écrevisses (Flusskrebse) genannt, war ein Kavallerieregiment der kaiserlichen Garde Napoléons. Aufgestellt wurde es im Jahre 1810 aus dem größten Teil des Regiments „Hussards de la Garde hollandaise“. Es bestand bis 1815.

## Aufstellung

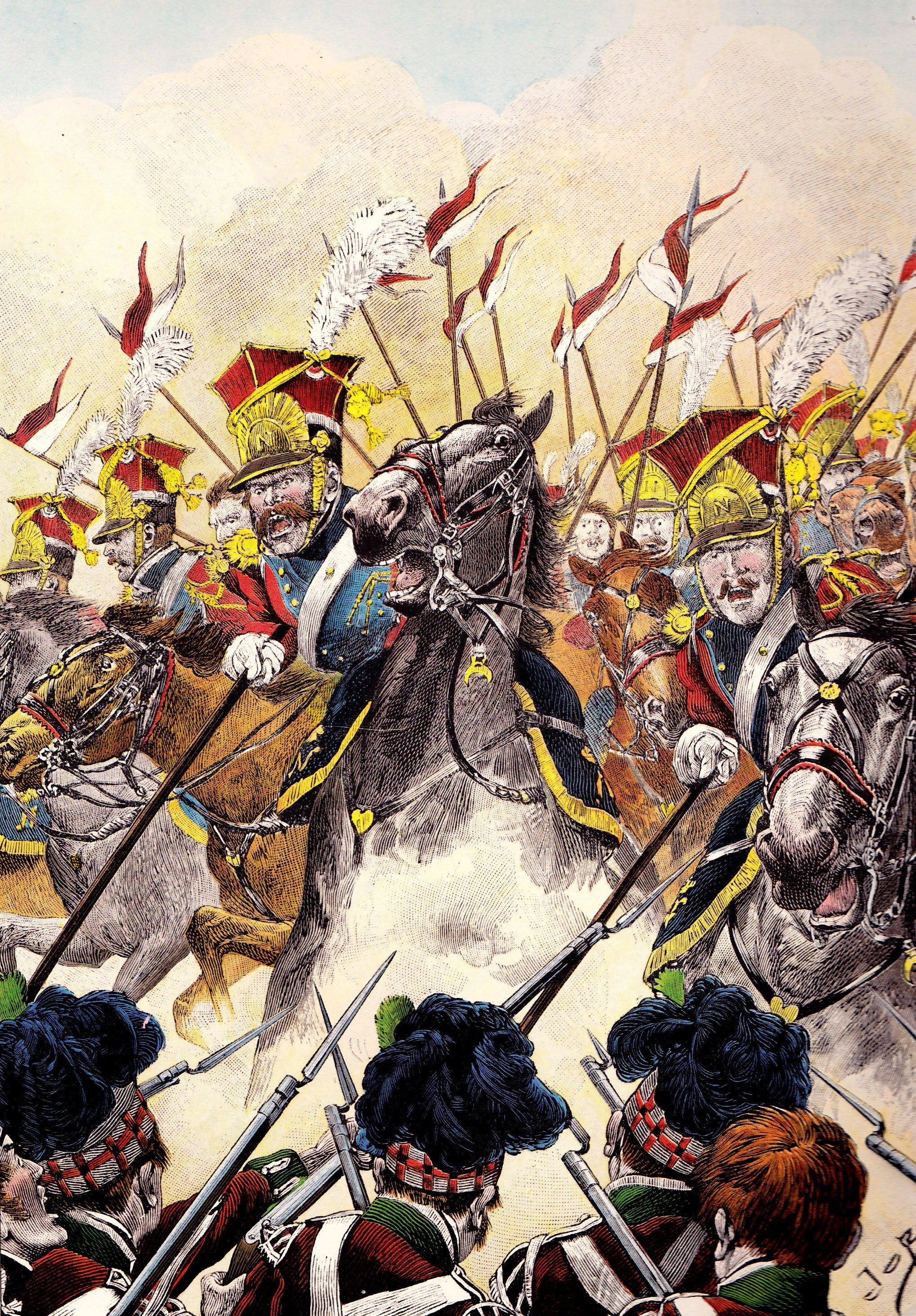
Attacke der Roten Ulanen bei Waterloo

Im Jahre 1810 annektierte Napoléon das Königreich Holland zusammen mit den Hanseatischen Departements, um die Kontinentalsperre gegen Großbritannien besser durchsetzen zu können. Ein Dekret vom 14. Juli gab die offizielle Eingliederung der königlich holländischen Garde in die Garde impériale bekannt. Sie bildeten eine Brigade mit dem 1 errégiment de chevau-légers lanciers polonais.
Am 10. August machte sich das „Régiment de hussards de la Garde royale“, (Regiment der Husaren der königlichen Garde) unter dem Kommando von Colonel Dubois auf den Weg nach Versailles, wo es am 30. August eintraf. Die vier Escadrons Holländer verbrüderten sich mit ihren französischen Kameraden und mit Dekret vom 13. September 1810 wurden sie in ein zweites Regiment Gardeulanen umgewandelt. Kommandeur wurde der Général Colbert-Chabanais.
Im Jahre 1812 zog das Regiment in den Russlandfeldzug, wo es zunächst der Vorhut angehörte und umfangreichen Sicherungsdienst für die Fouragierungskolonnen leistete. Dann wurde es mit den polnischen Ulanen zu einer Brigade zusammengefasst, die unter dem Kommando von Général Colbert-Chabanais stand. In Moskau angekommen hatte das Regiment im Oktober noch eine Kampfstärke von 556 Mann. Nach dem Brand von Moskau und der Schlacht bei Tarutino bildeten die Ulanen einen Teil der Nachhut, die den französischen Rückzug zu decken hatte. Am 24. Oktober wiesen sie in Unterzahl einen massiven Angriff der Kosaken auf die Nachhut zurück. Die schlechten klimatischen Bedingungen forderten große Opfer unter den Ulanen und ihren Pferden, am Ende des Feldzuges verfügten nur noch 60 Reiter über eine Uniform. Wiederaufgestellt, kämpften sie in der Schlacht bei Reichenbach am 23. Mai 1813. Im Jahre 1814 waren die Ulanen im Zuge des französischen Rückzuges auf Paris in Belgien in Kämpfe verwickelt.
Nach der ersten Wiederherstellung des Königtums (Ersten Restauration) waren die roten Ulanen zum „Corps royal des chevau-légers lanciers de France“ umbenannt worden. Während der Herrschaft der Hundert Tage erhielten sie ihren alten Namen zurück. Das Regiment gehörte zur „Brigade de cavalerie légère“ (Leichte Kavalleriebrigade) der kaiserlichen Garde und zog mit dieser nach Belgien, wo es in der Schlacht bei Quatre-Bras kämpfte und in der Schlacht bei Waterloo britische Infanteriecarées attackierte. Hierbei erlitt es erhebliche Verluste. Nach der zweiten Abdankung Napoleons wurde es am 30. August 1815 aufgelöst.

## Zusammensetzung

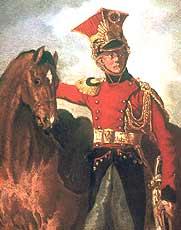
Lancier rouge, von Théodore Géricault

Bei der Aufstellung im Jahre 1810 bestand das Regiment aus 939 Reitern in vier Escadrons zu je zwei Bataillonen. 1812 wurde eine fünfte Escadron aufgestellt, was den Personalbestand auf 1406 erhöhte. 1813 war die „Escadron de dragons de la garde municipale de Paris“ als Teil der nach der Maletverschwörung aufgelösten Garde municipale de Paris als fünfte Escadron eingegliedert worden.
Die ersten vier Bataillone bestanden aus Holländern und gehörten zur alten Garde, die anderen bestanden aus Franzosen und gehörten zur Jungen Garde. Die höchste Personalstärke belief sich auf 2500 Reiter, was in der Restauration als „Corps royal des chevau-légers lanciers de France“ 634 Mann zurückging. Bei der Rückkehr Napoleons von Elba brachte dieser, die ihm verbliebene Leibgardekavallerie mit, eine Escadron der polnischen Ulanen, die in das Regiment der roten Ulanen eingegliedert wurde.

## Colonel
- 1811–1815: Pierre David de Colbert-Chabanais

## Bekannte Angehörige des Regiments
- Antoine Fortuné Brack (1813–1815), späterer General der Kavallerie
- Auguste Louis Petiet: Vormals Lieutenant-colonel im 13. Husarenregiment. Er bevorzugte es (mit dem niedrigeren Rang) „Chef d’escadron in den Lanciers rouges der Vieille Garde“ (Alten Garde) benannt zu werden.
- Jean-Pierre Gauthier, genannt Leclerc als Major, später Général de brigade
- Albrecht Rudolf von Wattenwyl, Oberstleutnant, Baron de l'Empire und Ritter der Ehrenlegion